# Uramba pruinosa
Uramba pruinosa is een pissebed uit de familie Porcellionidae. De wetenschappelijke naam van de soort is voor het eerst geldig gepubliceerd in 1939 door Alceste Arcangeli.